# Aliaksandr Lissouski
Aliaksandr Lissouski (en belarús: Аляксандр Лісоўскі, en rus: Александр Лисовский) (13 de novembre de 1985) és un ciclista belarús, especialista en el ciclisme en pista. En el seu palmarès destaca el Campionat del Món de Scratch de 2008.

## Palmarès en pista
- 2008
  -  Campió del món de Scratch
- 2010
  -  Campió de Belarús en Scratch
- 2012
  -  Campió de Belarús en Persecució
  -  Campió de Belarús en Òmnium